# Fasanvej (métro de Copenhague)
Fasanvej est une station des lignes 1 et 2 du métro de Copenhague située sur la commune de Frederiksberg.

## Situation
Fasanvej est desservie par les lignes 1 et 2 du métro de Copenhague. Cette station souterraine se trouve entre Frederiksberg et Lindevang.

## Histoire
Entre 1934 et 1998, la gare de Solbjerg était desservie par une ligne de trains de banlieue. La gare a été démolie et le quartier réaménagé pour permettre l'arrivée du métro en souterrain en remplacement des trains de la ligne F du S-tog. 
La station de métro Solbjerg a ouvert au public le 12 octobre 2003 à l'occasion de la mise en service du prolongement nord des lignes 1 et 2 du métro de Copenhague.
En 2006, la station adopte le nom de Fasanvej, plus représentatif de son implantation et mieux reconnu par les usagers locaux.

## À proximité
- Copenhagen Business School : école de commerce de Copenhague
- Hôpital de Frederiksberg (en danois Frederiksberg Hospital)